# تيريز رينو
تيريز رينو (بالإنجليزية: Thérèse Renaud)‏ (3 يوليو 1927 - 12 ديسمبر 2005)؛ ممثلة، كاتِبة وشاعرة كندية.